# جوزيف أ. غرين
جوزيف أ. غرين (بالإنجليزية: Joseph A. Green)‏ هو عسكري أمريكي، ولد في 14 يناير 1881 في شيروكي في الولايات المتحدة، وتوفي في 27 أكتوبر 1963.